# 信念
信念是一種態度，認為某些事情是某個樣子，或者關於世界的某些命題是正確的。在認識論中，哲學家使用“信念”一詞來指代對世界的態度，該態度可能是「真」的，也可能是「假」的。相信某事就是將其視為真實；例如，相信雪是白的，相當於接受了“雪是白的”命題的真理。然而，堅持信念並不需要積極的內省。例如，很少有人仔細考慮明天太陽是否會升起，只是假設它會升起。此外，信念不必是發生性的（例如，一個人積極思考“雪是白的”），而是可以是性格傾向的（例如，如果被問及雪的顏色，他會斷言“雪是白的”）。
當代哲學家試圖用各種不同的方式來描述信念，包括作為世界可能的方式的表示（傑里·福多），作為表現得好像某些事情是真實的（羅德里克·奇澤姆），對於他人行動緣由的詮釋方案（丹尼爾·丹尼特和唐納德·戴維森），或作為滿足特定功能的心理狀態（希拉里·普特南）。一些人還試圖對我們的信念概念進行重大修改，包括關於信念的取消主義者，他們認為自然界中不存在與人們的民間心理學概念（保羅·丘奇蘭，英語：Paul Churchland）相對應的現象，以及正式認識論（英語：Formal epistemology）：旨在取代關於信念的二價概念（“要麽我們有信念，要麽沒有信念”），以及更寬容的、概率性的信念概念（信念有程度差別，但非簡單二分法的有或無兩種）。
信念是各種重要哲學辯論的主題。值得注意的例子包括：“當面對各種證據時，修正一個人的信念的合理方式是什麼？”、“我們信念的內容是否完全由我們的心智狀態（英語：mental states）決定，或者相關事實是否對我們的信念有任何影響（例如，如果我相信我拿著一杯水，那麼水是 H2O 的非心智事實是否是該信念內容的一部分）？”、“我們的信念是精細的還是粗糙的？”和“信念是否必須可以用語言表達，或者是否存在非語言信念？”。

## 信念与信仰的区别
信念（belief）是反应个人见识正确与否的思想意识。相信（belief）是对人或事物确定某种看法, 做出某种判断。  相信是依赖人为能力的心理状态:相信自己是依赖自己的能力；相信他人是依赖别人的行为和言论。所以，信念和相信基本是同义的。
信仰，拉丁语作 fides and 旧法语作 feid,是对一位人，一个物，一件事，或者是一种概念的坚信不疑和置信。 《斯坦福哲学百科全书》认为“信仰”是一个广义术语，出现在表达各种不同概念的语言中; 从最普遍的意义上讲，“信仰”(Faith) 与“信任”(Trust) 的含义大致相同。
信仰与信念的区别在于，信仰是对某事或某人的一种强烈的坚定不疑的信念，处于难以被客观证据和理性分析而改变心理状态。信仰常用于宗教语境, 是指对宗教的一种神圣的信念。 信念通常指的是对某件事是真实或存在的一种心理态度或接受，通常基于证据、经验或对来源的信任。 信念在没有达到信仰所具有的强烈的坚定不疑的心理状态，是容易被客观证据和理性分析而改变的。 信念所意味的信任程度可能不如信仰的信任程度那么强烈。信仰以某些信念为前提，但信念并不一定意味着是信仰。
做为知识相信例子： 罗素说：我们不说“2加2等于4”是信仰。 这意味着我们对命题只是知识相信， 不排除继续用经验证据进行理性的研究。实际上，历史上类似“2+2等于4”的严格的语义含义也受到质疑，这催生了皮亚诺公理。
做为信仰相信例子：基督徒相信“处女生育”和“死后三日复活”的命题（圣经新约），其推理根据是对圣经的信仰， 尽管是被科学上否定的（到目前为止的同行评议的科学杂志文献报道科学发现为准)。爱因斯坦不信宗教，不信人格化的上帝（见： 爱因斯坦的宗教观）。
按照 理查德·道金斯在其著作《上帝错觉》的“上帝假说”见解：从知识相信的角度，“存在人格化的上帝”，“处女生育”和“死后三日复活”等命题，可以看成有效的科学假说，对物理的宇宙有影响, 像其他任何科学假设一样都可以得到检验和证伪。他坚持认为，上帝的存在或不存在是关于宇宙的科学事实，如果在实践中还无法验证而发现，但原则上是可以发现的。

## 认识论
认识论涉及划定合理的信念和观点之间的界限，并且通常涉及知识的理论哲学研究。

### 知识-证明过的真信念
证明过的真信念（Justified true belief）是在启蒙运动期间获得认可的知识定义，“证明”与“揭示”相对立。 有人试图将其追溯到柏拉图和他的对话。
知识相信(信念)含意中，相信某事就意味着认为其是正确的。相信一件事就是单纯通过思考。哲学家们在探讨知识时运用的就是这种相信。知识相信的一个命题也可能是错误的，但是，不排除按经验证据的方式（科学方式）继续理性的研究和质疑和探讨。 这里的逻辑是，一个人想了解一件事物，就必须不排除按经验证据的方式来研究它的真实性。

### 信念系统
信念系统是一套由多种个人理念演化而来的、并相互支持的信仰体系。
所有的信念系统都可归类为宗教、哲学、政治、意识形态或这些系统的组合。
哲学家乔纳森·格洛弗（Jonathan Glover）表示，信仰总是信念系统的一部分，一种人们共同的信念系统很难让个人完全修改或拒绝。基督教网站“AllAboutReligion”认为无神论就是一个近代形成的一个信仰体系。 无神论者有不同的看法，英国哲学家和逻辑学家诺贝尔文学奖获得者伯特兰·罗素认为无神论是一种信念，但不是一种信仰。 他将“信仰”定义为对没有证据的事物的坚定信念。 进一步指出，在有证据的地方，没有人会说“信仰”。

## 心理学

### 信念的建立
心理学研究了信念的形成以及信仰与行为之间的关系后，提出了三种信念形成与变化过程：

#### 条件推理过程
当人们估计事物的真实性时，他们会搜索自己所记忆的信息，这些信息对事物真实性的判断起着决定性的影响。自己所记忆信息的真实性直接影响一个人的信念。

#### 信念形成的线性过程
与以前的过程不同，这个过程考虑了影响信念形成的多重因素。使用回归过程，该过程基于几个不同的信息来预测信念的形成，根据其相对重要性分配每个部分的比例。

#### 信息处理过程中的信念形成与演变
这些过程解决了人们在处理与建立信念相关信息时，他们不可能从所掌握的信息中，做出以客观为基础的预测。相反，这些处理过程反映了人们在遇到事物时对信息理解的多少和含义。